# Empire V
Pour plus de détails, voir Fiche technique et Distribution.
Empire V (russe : Ампир V) est un film fantastique russe réalisé par Viktor Guinzbourg et sorti en 2023. Il s'agit d'une adaptation du roman éponyme de Viktor Pelevine, qui a également participé au scénario.
Selon les producteurs du film, Empire V est un regard révolutionnaire sur la société de consommation et la course frénétique au profit et à la beauté factice.
D'abord retardée par la pandémie de Covid-19 en Russie, la sortie du film en Russie a ensuite été reportée sine die par la censure. Plus tard, le film s'est finalement vu délivrer une licence de distribution, mais aucune date de sortie n'a été fixée. Le film est sorti au festival FanTasia au Canada, puis en Kazakhstan durant l'été 2023.

## Synopsis
Roman Chtorkine, un jeune homme transformé en vampire, Rama II, découvre la conspiration de l'élite mondiale : les vampires contrôlent l'humanité, aspirant la joie, les rêves et l'argent. Devenu membre de la plus haute caste de vampires, le héros ne peut rompre le lien avec les gens - car même dans l'Empire V, on peut perdre la tête à cause de l'amour.

## Fiche technique
- Titre français : Empire V[3]
- Titre original russe : Ампир V, Ampir V[4]
- Réalisation : Viktor Guinzbourg
- Scénario : Viktor Guinzbourg, Viktor Pelevine d'après son roman éponyme.
- Photographie : Alexeï Rodionov
- Montage : Anton Anissimov, Irakli Kvirikadze, Sergueï Nesterov
- Musique : Vladimir Martynov
- Décors : Pavel Parkhomenko
- Sociétés de production : Kvadrat, Heartland Films
- Pays de production :  Russie
- Langue originale : russe
- Format : couleurs
- Genre : film fantastique
- Durée : 114 minutes
- Dates de sortie : 
  - Canada : 29 juillet 2023 (FanTasia)

## Distribution
- Pavel Tabakov (ru) : Roman Chtorkine / Rama II
- Miron Fiodorov : Mithra VI, conservateur d'Hera VIII
- Tassia Radchenko : Hera VIII
- Vladimir Dolinski (ru) : Enlil Maratovitch
- Vera Alentova : Ishtar, la déesse
- Viktor Verjbitski : Vaal
- Marina Zoudina : la mère de Rama

## Production
Le film est tourné à Moscou et dans l'oblast de Moscou. Le réalisateur du film a spécialement choisi des lieux qui ressemblaient à ceux des « vampires », en particulier les créations de l'architecte Shekhtel. Les lieux de tournage sont les étangs du Patriarche, Roublevka, l'atelier de la fonderie et de l'usine mécanique abandonnée de Lublin.

## Sortie
La sortie du film était initialement prévue pour le 25 novembre 2021. Mais le 10 novembre, il a été annoncé qu'en raison de la pandémie de Covid-19 en Russie, la date de sortie était repoussée au 31 mars 2022.
Peu avant la première prévue du film, le 31 mars 2022, le film s'est vu refuser un certificat de distribution par le ministère de la Culture, et sa sortie a été reportée indéfiniment. La raison officielle du refus était l'incohérence de la classification par âge : l'étiquetage « déconseillé aux moins de 16 ans » a été déclaré par le ministère comme étant incompatible avec la loi. De nombreuses publications ont suggéré que la véritable raison était la participation au film du chanteur de rap Oxxxymiron (sous son vrai nom « Miron Fiodorov »), qui a vivement condamné l'invasion de l'Ukraine par la Russie, et a organisé des concerts de charité pour soutenir les réfugiés ukrainiens. Plus tard, le régulateur a accepté de délivrer une licence de distribution, mais aucune nouvelle date de sortie n'a été fixée.